# Чап, Владислав
Владислав Чап (чеш. Vladislav Čáp; 13 апреля 1926) — фигурист из Чехословакии, серебряный призёр чемпионата Европы 1947 года в мужском одиночном катании, участник зимних Олимпийских игр 1948 года (10-е место).

## Спортивные достижения

### Мужчины
| Соревнования/Сезоны | 1947 | 1948 | 1949 |
| ------------------- | ---- | ---- | ---- |
| Зимние Олимпиады    |      | 10   |      |
| Чемпионаты мира     | 4    | 10   |      |
| Чемпионаты Европы   | 2    | 8    | 5    |